# Nippon Kokan Soccer Club 1986-1987
Questa voce raccoglie le informazioni riguardanti il Nippon Kokan Soccer Club nelle competizioni ufficiali della stagione 1986-1987.

## Stagione
Senza includere giocatori professionisti nella propria rosa il Nippon Kokan, dopo aver iniziato la stagione uscendo ai quarti di finale della Coppa di Lega per via di una sconfitta contro lo Yanmar Diesel, cominciò il campionato con sette risultati utili consecutivi che gli permetteranno di concludere l'anno al comando della classifica. Nel corso della pausa di dicembre, la squadra disputò la Coppa dell'Imperatore giungendo sino alla finale dove fu sconfitta dallo Yomiuri.
Nelle settimane successive alla ripresa del campionato, il Nippon Kokan subì due sconfitte consecutive che permetteranno l'aggancio dello Yomiuri e del Mitsubishi Heavy Industries; dopo aver terminato il girone di andata a braccetto con le due concorrenti, nel corso del girone di ritorno la squadra, nonostante alcuni tentennamenti, rimarrà a stretto contatto con le avversarie, riuscendo a sopravanzarle in occasione della terzultima giornata disputatasi il 3 maggio. Una sconfitta nell'incontro con il Fujita della settimana successiva ricaccerà indietro il Nippon Kokan che, sette giorni dopo, non riuscirà ad approfittare di una sconfitta dello Yomiuri capolista pareggiando contro un Hitachi da tempo fuori dalla lotta per non retrocedere: pur concludendo in testa a pari merito con lo Yomiuri, il Nippon Kokan risulterà infatti secondo a causa della peggior differenza reti con gli avversari.

## Maglie e sponsor
Nel corso della stagione vengono alternate due divise: a quella azzurra se ne affianca una bianca a strisce nere recante sulla parte anteriore il nome della squadra. Lo sponsor tecnico è Adidas.
| Manica sinistra · Manica sinistra · Maglietta · Maglietta · Manica destra · Manica destra · Pantaloncini · Pantaloncini · Calzettoni · Calzettoni | Manica sinistra · Manica sinistra · Maglietta · Maglietta · Manica destra · Manica destra · Pantaloncini · Calzettoni |  |

## Organigramma societario
Area tecnica
- Allenatore: Yoshimasa Fukumura
- Vice allenatore: Kōji Tanaka e Nobuo Fujishima
- Team manager: Hiroshi Okada

## Rosa
| N. |                     | Ruolo | Calciatore                |
| -- | ------------------- | ----- | ------------------------- |
| 1  | Giappone (bandiera) | P     | Tatsuji Sakonjū           |
| 2  | Giappone (bandiera) | D     | Kuniharu Nakamoto         |
| 3  | Giappone (bandiera) | D     | Kazuya Fukui              |
| 4  | Giappone (bandiera) | D     | Kikuo Inagaki             |
| 5  | Giappone (bandiera) | D     | Hisao Kuramata (capitano) |
| 6  | Giappone (bandiera) | D     | Kōji Tanaka               |
| 7  | Giappone (bandiera) | C     | Kuniya Yamamoto           |
| 9  | Giappone (bandiera) | A     | Toshio Matsuura           |
| 10 | Giappone (bandiera) | C     | Akira Kawakami            |
| 11 | Giappone (bandiera) | A     | Hiroyasu Mukai            |
| 12 | Giappone (bandiera) | C     | Takashi Sakai             |
| 13 | Giappone (bandiera) | D     | Kenji Saito               |

| N. |                     | Ruolo | Calciatore        |
| -- | ------------------- | ----- | ----------------- |
| 15 | Giappone (bandiera) | A     | Nobuyo Fujishiro  |
| 16 | Giappone (bandiera) | C     | Koji Oikawa       |
| 17 | Giappone (bandiera) | D     | Hiroaki Sakamoto  |
| 18 | Giappone (bandiera) | D     | Koichi Osono      |
| 19 | Giappone (bandiera) | A     | Tomoyasu Asaoka   |
| 20 | Giappone (bandiera) | C     | Masami Shosoku    |
| 21 | Giappone (bandiera) | P     | Kiyotaka Matsui   |
| 23 | Giappone (bandiera) | C     | Osamu Konishi     |
| 24 | Giappone (bandiera) | C     | Yoichi Hayashi    |
| 25 | Giappone (bandiera) | A     | Katsuyoshi Tamura |
| 26 | Giappone (bandiera) | D     | Eiichi Tashiro    |
| 31 | Giappone (bandiera) | P     | Haruhito Ueda     |

## Calciomercato
| Acquisti | Acquisti       | Acquisti | Acquisti   |
| R.       | Nome           | da       | Modalità   |
| -------- | -------------- | -------- | ---------- |
| P        | Haruhito Ueda  |          | definitivo |
| D        | Eiichi Tashiro |          | definitivo |

| Cessioni | Cessioni        | Cessioni      | Cessioni |
| R.       | Nome            | a             | Modalità |
| -------- | --------------- | ------------- | -------- |
| C        | Nobuo Fujishima | fine carriera |          |

## Risultati

### Japan Soccer League

#### Girone di andata
| Kawasaki 26 ottobre 1986, ore 15:00 UTC+9 1ª giornata | Nippon Kokan | 2 – 0 | Matsushita Electric |  |

| Kobe 2 novembre 1986, ore 14:00 UTC+9 2ª giornata | Yanmar Diesel | 2 – 3 | Nippon Kokan |  |

| Kawasaki 9 novembre 1986, ore 14:00 UTC+9 3ª giornata | Nippon Kokan | 2 – 1 | Mitsubishi HI |  |

| Tokyo 15 novembre 1986, ore 14:00 UTC+9 4ª giornata | Yomiuri | 1 – 1 | Nippon Kokan |  |

| Yokohama 22 novembre 1986, ore 14:00 UTC+9 5ª giornata | Nippon Kokan | 1 – 0 | Nissan Motors |  |

| Iwata 30 novembre 1986, ore 14:00 UTC+9 6ª giornata | Yamaha Motors | 0 – 0 | Nippon Kokan |  |

| Yokohama 31 gennaio 1986, ore 14:00 UTC+9 7ª giornata | Nippon Kokan | 3 – 0 | Honda Motor |  |

| Hiroshima 8 febbraio 1987, ore 14:00 UTC+9 8ª giornata | Mazda | 1 – 0 | Nippon Kokan |  |

| Tokyo 15 febbraio 1987, ore 14:00 UTC+9 9ª giornata | Furukawa Electric | 3 – 2 | Nippon Kokan |  |

| Yokohama 22 febbraio 1987, ore 14:00 UTC+9 10ª giornata | Fujita | 0 – 1 | Nippon Kokan |  |

| Omiya 1º marzo 1987, ore 14:00 UTC+9 11ª giornata | Hitachi | 1 – 4 | Nippon Kokan |  |

#### Girone di ritorno
| Kobe 7 marzo 1987, ore 14:00 UTC+9 12ª giornata | Matsushita Electric | 1 – 2 | Nippon Kokan |  |

| Tokyo 14 marzo 1987, ore 14:00 UTC+9 13ª giornata | Nippon Kokan | 0 – 0 | Yanmar Diesel |  |

| Tokyo 22 marzo 1987, ore 14:00 UTC+9 14ª giornata | Mitsubishi HI | 0 – 0 | Nippon Kokan |  |

| Kawasaki 29 marzo 1987, ore 14:00 UTC+9 15ª giornata | Nippon Kokan | 0 – 0 | Yomiuri |  |

| Yokohama 5 aprile 1987, ore 14:00 UTC+9 16ª giornata | Nissan Motors | 2 – 1 | Nippon Kokan |  |

| Kawasaki 12 aprile 1987, ore 14:00 UTC+9 17ª giornata | Nippon Kokan | 1 – 1 | Yamaha Motors |  |

| Hamamatsu 15 aprile 1987, ore 14:00 UTC+9 18ª giornata | Honda Motor | 1 – 2 | Nippon Kokan |  |

| Kawasaki 26 aprile 1987, ore 14:00 UTC+9 19ª giornata | Nippon Kokan | 2 – 0 | Mazda |  |

| Gonohe 3 maggio 1987, ore 14:00 UTC+9 20ª giornata | Nippon Kokan | 1 – 0 | Furukawa Electric |  |

| Kawasaki 10 maggio 1987, ore 14:00 UTC+9 21ª giornata | Nippon Kokan | 1 – 2 | Fujita |  |

| Kawasaki 17 maggio 1987, ore 14:00 UTC+9 22ª giornata | Nippon Kokan | 1 – 1 | Hitachi |  |

### Coppa dell'Imperatore
| Yokohama 20 dicembre 1986 Primo turno | Ueda Gentian | 1 – 7 | Nippon Kokan |  |

| Tokyo 21 dicembre 1986 Secondo turno | Kokushikan Daigaku | 1 – 6 | Nippon Kokan |  |

| Osaka 28 dicembre 1986 Quarti di finale | Nippon Kokan | 3 – 0 | Yanmar Diesel |  |

| Kobe 30 dicembre 1986 Semifinali | Yamaha Motors | 0 – 1 | Nippon Kokan |  |

| Tokyo 1º gennaio 1987 Finale    | Yomiuri   | 2 – 1    | Nippon Kokan | National Stadium |
| Totsuka Kato Marcatori Matsuura |           |          |              |                  |
|                                 |           |          |              |                  |
| Totsuka Kato                    | Marcatori | Matsuura |              |                  |

### Japan Soccer League Cup
| Kawasaki 28 giugno 1986 Primo turno | Nippon Kokan | 3 – 0 (d.c.r.) (1 – 1) | Matsushita Electric |  |

| Osaka 5 luglio 1986 Secondo turno | Kawasaki Steel | 0 – 2 | Nippon Kokan |  |

| Osaka 6 luglio 1986 Quarti di finale | Yanmar Diesel | 2 – 0 | Nippon Kokan |  |

## Statistiche

### Statistiche di squadra
| Competizione          | Punti | Totale | Totale | Totale | Totale | Totale | Totale | DR  |
| Competizione          | Punti | G      | V      | N      | P      | Gf     | Gs     | DR  |
| --------------------- | ----- | ------ | ------ | ------ | ------ | ------ | ------ | --- |
| JSL Division 1        | 29    | 22     | 11     | 7      | 4      | 30     | 17     | +13 |
| JSL Cup               | -     | 2      | 1      | 0      | 1      | 2      | 2      | 0   |
| Coppa dell'Imperatore | -     | 5      | 4      | 0      | 1      | 20     | 4      | +16 |
| Totale                | -     | 29     | 16     | 7      | 6      | 52     | 23     | +29 |

### Andamento in campionato
| Giornata  | 1 | 2 | 3 | 4 | 5 | 6 | 7 | 8 | 9 | 10 | 11 | 12 | 13 | 14 | 15 | 16 | 17 | 18 | 19 | 20 | 21 | 22 |
| --------- | - | - | - | - | - | - | - | - | - | -- | -- | -- | -- | -- | -- | -- | -- | -- | -- | -- | -- | -- |
| Luogo     | C | T | C | T | C | T | C | T | T | T  | T  | T  | C  | T  | C  | T  | C  | T  | C  | C  | C  | C  |
| Risultato | V | V | V | N | V | N | V | P | P | V  | V  | V  | N  | N  | N  | P  | N  | V  | V  | P  | V  | N  |
| Posizione | 3 | 1 | 1 | 1 | 1 | 1 | 1 | 2 | 3 | 3  | 3  | 2  | 2  | 2  | 2  | 2  | 3  | 3  | 3  | 1  | 2  | 1  |

Legenda:

Luogo: C = Casa; T = Trasferta. Risultato: V = Vittoria; N = Pareggio; P = Sconfitta.

### Statistiche dei giocatori
| Giocatore    | JSL Division 1 | JSL Division 1 | JSL Cup  | JSL Cup | Coppa dell'Imperatore | Coppa dell'Imperatore | Totale   | Totale |
| Giocatore    | Presenze       | Reti           | Presenze | Reti    | Presenze              | Reti                  | Presenze | Reti   |
| ------------ | -------------- | -------------- | -------- | ------- | --------------------- | --------------------- | -------- | ------ |
| T. Asaoka    | 21             | 2              | ?        | ?       | 1+                    | ?                     | 22+      | 2+     |
| N. Fujishiro | ?              | 9              | ?        | ?       | 1+                    | ?                     | 1+       | 9+     |
| K. Fukui     | ?              | ?              | ?        | ?       | ?                     | ?                     | ?        | ?      |
| Y. Hayashi   | ?              | ?              | ?        | ?       | ?                     | ?                     | ?        | ?      |
| A. Kawakami  | ?              | ?              | ?        | ?       | 1+                    | ?                     | 1+       | ?      |
| O. Konishi   | ?              | ?              | ?        | ?       | ?                     | ?                     | ?        | ?      |
| H. Kuramata  | ?              | ?              | ?        | ?       | 1+                    | ?                     | 1+       | ?      |
| K. Inagaki   | ?              | ?              | ?        | ?       | ?                     | ?                     | ?        | ?      |
| K. Matsui    | 22             | -17            | ?        | -?      | ?                     | -?                    | 22+      | -17+   |
| T. Matsuura  | 22             | 14             | ?        | ?       | 1+                    | 1+                    | 23+      | 15+    |
| H. Mukui     | ?              | ?              | ?        | ?       | ?                     | ?                     | ?        | ?      |
| K. Nakamoto  | ?              | ?              | ?        | ?       | 1+                    | ?                     | 1+       | ?      |
| K. Oikawa    | ?              | ?              | ?        | ?       | 1+                    | ?                     | 1+       | ?      |
| K. Osono     | ?              | ?              | ?        | ?       | 1+                    | ?                     | 1+       | ?      |
| K. Saito     | ?              | ?              | ?        | ?       | ?                     | ?                     | ?        | ?      |
| T. Sakai     | ?              | ?              | ?        | ?       | ?                     | ?                     | ?        | ?      |
| H. Sakamoto  | ?              | ?              | ?        | ?       | ?                     | ?                     | ?        | ?      |
| T. Sakonju   | 0              | 0              | ?        | -?      | ?                     | -?                    | 0+       | 0+     |
| M. Shosoku   | ?              | ?              | ?        | ?       | ?                     | ?                     | ?        | ?      |
| K. Tamura    | ?              | ?              | ?        | ?       | 1+                    | ?                     | 1+       | ?      |
| K. Tanaka    | 22             | 0              | ?        | ?       | 1+                    | ?                     | 23+      | 0+     |
| E. Tashiro   | ?              | ?              | ?        | ?       | ?                     | ?                     | ?        | ?      |
| H. Ueda      | 0              | 0              | ?        | -?      | 1                     | -2                    | 1+       | -2+    |